# Stanisław Kimszal
Stanisław Kimszal, ps. Orlicz (ur. 2 czerwca 1924 w Graużach Nowych, zm. 13 września 2018) – polski dowódca wojskowy, pułkownik Wojska Polskiego, żołnierz Armii Krajowej. Prezes Zarządu Okręgowego Związku Inwalidów Wojennych woj. zachodniopomorskiego. Od 1985 roku członek Zarządu Głównego. Mieszkał w Szczecinie.

## Lata okupacji
Syn Antoniego i Józefy z d. Stankiewicz. Do konspiracji w 1942 roku zwerbował go jego starszy brat Antoni Kimszal ps. Emir, organizując oddział partyzancki w okolicach Suwałk. Początkowo Stanisław pełnił funkcję łącznika i wywiadowcy na terenie placówek AK Zaboryszki i Sejwy w III rejonie obwodu Suwałki AK. Kolportował ulotki, gazetki, przenosił rozkazy. Od października 1943 żołnierz oddziału dywersyjno-sabotażowego, gdzie dowodził patrolem, potem drużyną. W 1944 roku ukończył konspiracyjną szkołę podoficerską i uzyskał stopień kaprala. W okresie „Burzy” oddział partyzancki „Emira” wszedł w skład odtwarzanego 41 pułku piechoty AK i walczył w rejonie Sopoćkinie – Augustów. Stanisław awansował na dowódcę 1 plutonu w 8 kompanii. Wyróżnił się 20 czerwca 1944 w bitwie z Niemcami nad Kanałem Augustowskim gdzie został ranny. 6 sierpnia 1944 roku, w okolicach Sarnetki partyzanci złożyli broń na ręce wkraczającej na te tereny Armii Czerwonej. Partyzantów, w tym Stanisława Kimszala, pod eskortą odprowadzono do Kowna, a potem do Wilna. Dowództwa oddziałów AK podstępnie aresztowano.
7 sierpnia 1944 roku Stanisław został wcielony do sowieckiego 202 pułku piechoty. Już 1 października znalazł się w polskim 5 zapasowym batalionie piechoty. 15 stycznia wyruszył na front. W lutym został skierowany na kurs do Oficerskiej Szkoły Piechoty nr 3. Ukończył go 18 września 1945 roku uzyskując stopień podporucznika w korpusie osobowym oficerów piechoty.

## Okres powojenny
Od 1 października 1945 roku do 2 maja 1947 roku pełnił służbę w oddziałach Wojsk Ochrony Pogranicza jako p.o. dowódcy strażnicy w Kostrzynie.
Od 1 lutego 1946 roku objął stanowisko zastępcy dowódcy 6 komendy WOP w Sękowicach. 2 maja 1947 roku zwolniony z wojska jako tzw. element niepewny. Rok później zmuszony został opuścić strefę przygraniczną. W marcu 1948 roku przyjechał do Szczecina i podjął pracę w Centrali Zbytu Przemysłu Produktów Węglowych. W 1949 próbował wrócić w szeregi Wojska Polskiego. Jako przyczynę odmowy podano wcześniejszą przynależność do Armii Krajowej. Od 1951 roku pracował w Prezydium Wojewódzkiej Rady Narodowej. W latach 1963–1966 studiował prawo administracyjne na Uniwersytecie im. Adama Mickiewicza. 31 marca 1980 roku przeszedł na emeryturę.
W 1956 roku wstąpił do Związku Inwalidów Wojennych Rzeczypospolitej Polskiej. 29 maja 1980 roku został wybrany prezesem Zarządu Okręgowego Związku Inwalidów Wojennych woj. zachodniopomorskiego. W 80 rocznicę powstania ZIW doprowadził do wmurowania 14 tablic pamiątkowych w kościołach województwa zachodniopomorskiego i w innych obiektach publicznych. Jest pomysłodawcą idei upamiętnienia działaczy Związku Inwalidów Wojennych – bohaterów wojny, partyzantki leśnej, kacetów i łagrów, obozów i więzień. Z jego inicjatywy wydana została książka Wszystkie drogi wiodły do Szczecina i Ocaleni w pamięci.
W 2003 roku uzyskał tytuł „Honorowego Żołnierza 12 Dywizji Zmechanizowanej”.
Od 2014 roku jest patronem Oddziału Dębno Związku Strzeleckiego „Strzelec” Wągrowiec.
W 2009 decyzją ministra obrony narodowej Bogdana Klicha został awansowany do stopnia pułkownika.
W 2016 roku uchwałą z dnia 12 marca 2016 roku Sztabu Związku Strzeleckiego „Strzelec” Wągrowiec został mianowany na stopień generała Związku Strzeleckiego.

## Kwestie współpracy ze Służbą Bezpieczeństwa
W Archiwum Oddziału Szczecińskiego Instytutu Pamięci Narodowej zachowana jest jego teczka personalna tajnego współpracownika (sygnatura AIPN Sz 0010/2363). Został pozyskany do współpracy w 1986 r. przez Wojewódzki Urząd Spraw Wewnętrznych w Szczecinie,  posługiwał się pseudonimem „Brat”. Współpraca ze Służbą Bezpieczeństwa została zakończona w 1990 r.

## Awanse
- kapral – 1944
- podporucznik – 1945
- major – 1981
- podpułkownik – 1994
- pułkownik – 2009[11]

## Ordery i odznaczenia
Pierwotny wykaz orderów i odznaczeń podano za: Tadeusz Zwilnian-Grabowski: Ocaleni w pamięci. s. 214–215.

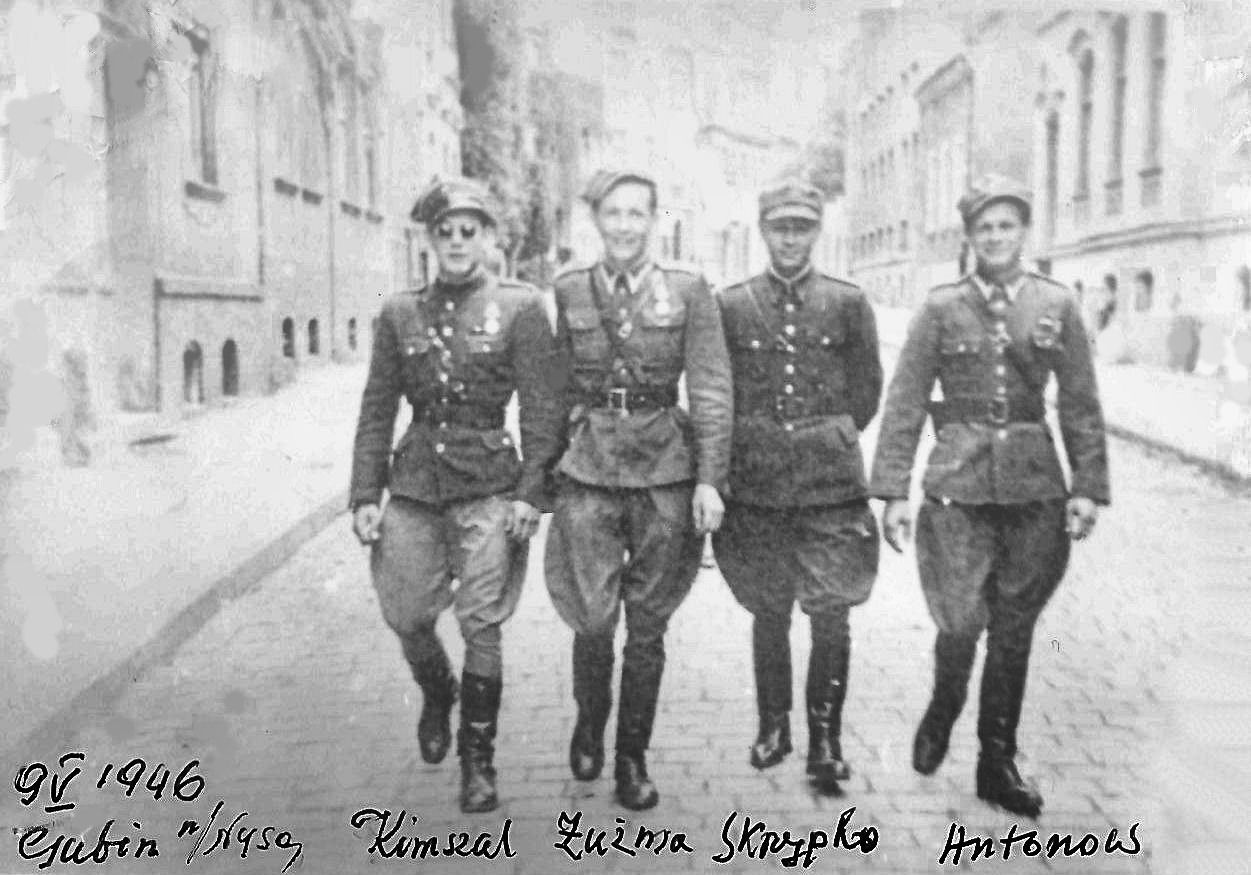
Gubin 1946
pierwszy z lewej – ppor. Kimszal

- Krzyż Komandorski Orderu Odrodzenia Polski (1989)
- Krzyż Oficerski Orderu Odrodzenia Polski (1981)
- Krzyż Kawalerski Orderu Odrodzenia Polski (1975)
- Krzyż Walecznych (Londyn, 1945)
- Krzyż Walecznych (Warszawa, 1992)
- Krzyż Partyzancki (1959)
- Złoty Krzyż Zasługi (1967)
- Srebrny Krzyż Zasługi – dwukrotnie (1946, 1955)
- Brązowy Krzyż Zasługi z Mieczami (Londyn, 1943)
- Medal Wojska – czterokrotnie (1944, Londyn)
- Krzyż Armii Krajowej (Londyn, 1967)
- Krzyż Armii Krajowej (Warszawa, 1994)
- Złoty Krzyż Związku Strzeleckiego (2017)
- Medal 10-lecia Polski Ludowej (1955)
- Medal 30-lecia Polski Ludowej (1974)
- Medal 40-lecia Polski Ludowej (1984)
- Medal Zwycięstwa i Wolności 1945 (1946)
- Medal Rodła (1988)
- Złoty Medal „Za zasługi dla obronności kraju” (1992)
- Srebrny Medal „Za zasługi dla obronności kraju” (1975)
- Brązowy Medal „Za zasługi dla obronności kraju” (1968)
- Srebrna Odznaka „Za zasługi w ochronie granic PRL” (1988)
- Krzyż „Za Zasługi dla ZHP” z Rozetą z Mieczami (1988)
- Odznaka Grunwaldzka (1946)
- Odznaka „Gryfa Pomorskiego” – dwukrotnie (1967, 1973)
- Medal „Gryfa Pomorskiego” (1989)
- Odznaka Złota Towarzystwa Przyjaciół Szczecina (1980)
- Medal Pamiątkowy za Zasługi w Obronie Granic PRL (1975)
- Odznaka Honorowa Zasłużony dla Choszczna (1999)
- Odznaka „Wzorowy Strzelec” (2016)
- Odznaka Srebrna ZIW (1968)
- Odznaka Złota ZIW (1999)
- Odznaka Honorowa Sybiraka (2000)
- Dyplom Zasłużony dla Pomorza Zachodniego – WRN wpis do Księgi zasłużonych (1980)
- Pionier miasta Szczecina – uchwała XLVI 567/98 prezydenta Szczecina (1998)
- Odznaka „Weteran Walk o Wolność i Niepodległość Ojczyzny” (Patent Nr 13081 – 1999)

Odznaki jednostek wojskowych
- Odznaka 12 Dywizji Zmechanizowanej (2001)
- Odznaka 2 pułku artylerii mieszanej (2000)
- Odznaka 14 pułku artylerii przeciwpancernej (1997)
- Odznaka 11 Centrali Sprzętu Wojskowego Suwałki (1993)
- Odznaka 4 Suwalskiej Brygady Pancernej (1998)
- Odznaka 80 lecie Marynarki Wojennej RP (1998)
- Odznaka 29 Brygady Zmechanizowanej (1996)

Odznaczenia radzieckie
- Order Wojny Ojczyźnianej I stopnia[c] (1990)
- Medal „Za zwycięstwo nad Niemcami w Wielkiej Wojnie Ojczyźnianej 1941–1945” (1946)
- Medal jubileuszowy „Dwudziestolecia zwycięstwa w Wielkiej Wojnie Ojczyźnianej 1941–1945” (1974)